# Dolichomitriopsis sasaokae
Dolichomitriopsis sasaokae là một loài Rêu trong họ Lembophyllaceae. Loài này được (Dixon & Thér.) Nog. mô tả khoa học đầu tiên năm 1950.